# Milojko Spajić
Milojko Spajić (n. 24 septembrie 1987, Pljevlja, Comuna Pljevlja, Muntenegru) este un politician și inginer finanțist muntenegrean care îndeplinește funcția de prim-ministru al Muntenegrului din octombrie 2023.
A absolvit Universitatea din Osaka, Universitatea Saitama și HEC Paris.
Anterior numirii ca prim-ministru, el a ocupat funcția de ministru al finanțelor și protecției sociale în Guvernul Muntenegrului și în Cabinetul lui Zdravko Krivokapić din 2020 până în 2022.
Spajić este președintele partidului de centru Europa Acum!⁠(d).
În 2024, era al patrulea cel mai tânăr șef de guvern din lume, după francezul Gabriel Attal, burkinofasanul Ibrahim Traore și ecuadorianul Daniel Noboa.